# Список эпизодов телесериала «Страйк»
«Страйк» (англ. Strike, в США и Канаде — англ. C.B. Strike) — британский детективный телесериал компании BBC, экранизация серии романов Джоан Роулинг о частном детективе Корморане Страйке.

## Эпизоды
Эпизоды выходили четырьмя блоками (англ. series): в первый вошли эпизоды-экранизации первой и второй книги, далее каждом блоку соответствовала одна книга.
| Книга | Книга                   | Эпизоды | Режиссёр        | Сценарий    | Дата премьеры    | Дата премьеры    |
| Книга | Книга                   | Эпизоды | Режиссёр        | Сценарий    | Первый эфир      | Последний эфир   |
| ----- | ----------------------- | ------- | --------------- | ----------- | ---------------- | ---------------- |
| 1     | Зов кукушки             | 3       | Майкл Кейллор   | Бен Ричардс | 27 августа 2017  | 3 сентября 2017  |
| 2     | Шелкопряд               | 2       | Кирон Хоукс     | Том Эдж     | 10 сентября 2017 | 17 сентября 2017 |
| 3     | На службе зла           | 2       | Чарльз Старридж | Том Эдж     | 25 февраля 2018  | 4 марта 2018     |
| 4     | Смертельная белизна     | 4       | Сьюзен Талли    | Том Эдж     | 30 августа 2020  | 13 сентября 2020 |
| 5     | Дурная кровь            | 4       | Сьюзен Талли    | Том Эдж     | 11 декабря 2022  | 19 декабря 2022  |
| 6     | Чернильно-чёрное сердце | 4       | Сьюзен Талли    | Том Эдж     | 16 декабря 2024  | 24 декабря 2024  |
| 7     | Бегущая могила          | TBA     | TBA             | Том Эдж     | TBA              |                  |

## Зов кукушки
| № | Название                       | Режиссёр      | Автор сценария | Дата премьеры   | Зрители в Великобритании (млн) |
| --- | ------------------------------ | ------------- | -------------- | --------------- | ------------------------------ |
| 1 | «The Cuckoo's Calling: Part 1» | Майкл Кейллор | Бен Ричардс    | 27 августа 2017 | 8.89                           |
| Временный секретарь Робин Эллаккот приходит на работу в детективное агентство бывшего военного Корморана Страйка. С важным делом — расследовать гибель известной фотомодели Лулы Лэндри — обращается сводный брат погибшей Джон Бристоу. По стечению обстоятельств, Джон является братом давнего друга Корморана. Робин быстро вовлекается в работу детектива, проявляя немалую смекалку и находчивость. Девушка решает продолжить работу в офисе Страйка в обход своего работодателя. Между тем, Корморан изучает круг общения Лулы Лэндри, известной в шоу-бизнесе по прозвищу «Кукушка», и выходит на след её подруги — Рошель Онифад. Через некоторое время, Страйк находит девушку убитой. |                                |               |                |                 |                                |
| 2 | «The Cuckoo's Calling: Part 2» | Майкл Кейллор | Бен Ричардс    | 28 августа 2017 | 8.28                           |
| Используя старые связи, Корморан пытается убедить полицию в том, что Рошель убили, однако детективу не верят. Корморан продолжает расследование и оказывается в мире модельного бизнеса, где знакомится с модельером Ги Соме — он считал Лулу своей музой — и её подругой и коллегой Киарой Портер. Она рассказывает Страйку, что перед смертью Лула пыталась найти свою биологическую семью. |                                |               |                |                 |                                |
| 3 | «The Cuckoo's Calling: Part 3» | Майкл Кейллор | Бен Ричардс    | 3 сентября 2017 | 8.18                           |
| Робин увлечена расследованием, и посетив магазин одежды, в котором в день смерти побывала Лула, узнаёт ценную информацию. Корморан посещает дом Лэндри, и вскоре находит родного брата Лулы — как оказалось, именно его запечатлели камеры видеонаблюдения у дома юной модели. |                                |               |                |                 |                                |

## Шелкопряд
| № | Название               | Режиссёр    | Автор сценария | Дата премьеры    | Зрители в Великобритании (млн) |
| --- | ---------------------- | ----------- | -------------- | ---------------- | ------------------------------ |
| 4 | «The Silkworm: Part 1» | Кирон Хоукс | Том Эдж        | 10 сентября 2017 | 8.67                           |
| Леонора Куайн — жена скандально известного писателя Оуэна Куйана — обращается к Корморану с просьбой найти её мужа, пропавшего без вести. В литературных кругах уверены, что Оуэн просто пустился во все тяжкие, как это не раз бывало. Общаясь с коллегам Куайна, Корморан и Робин быстро понимают, что у него было много недоброжелателей. Особенно после появление некой рукописи под названием «Бомбикс Мори», в которой он высмеивает грехи своих друзей и раскрывает их нелицеприятные тайны. |                        |             |                |                  |                                |
| 5 | «The Silkworm: Part 2» | Кирон Хоукс | Том Эдж        | 17 сентября 2017 | 8.02                           |
| Робин вынуждена покинуть расследования из-за смерти матери Мэттью. После того, как Корморан находит тело Оуэна, его жена Леонора становится для полиции главной подозреваемой в убийстве писателя, но не для Корморана. Он уверен, что кто-то пытается подставить женщину, инсценировав убийство из рукописи «Бомбикс Мори». Однако текст романа читали практически все недоброжелатели Оуэна, и мотив для убийства был у каждого. Отношения Робин и Мэттью становятся всё напряжённей.             |                        |             |                |                  |                                |

## На службе зла
| № | Название                 | Режиссёр        | Автор сценария | Дата премьеры   | Зрители в Великобритании (млн) |
| --- | ------------------------ | --------------- | -------------- | --------------- | ------------------------------ |
| 6 | «Career Of Evil: Part 1» | Чарльз Старридж | Том Эдж        | 25 февраля 2018 | 8.43                           |
| Робин получает ужасающую посылку, отправленную ей на адрес офиса Корморана — в коробке обнаружена отрезанная человеческая нога. Тем временем, полиция находит тело школьницы без ноги, которая согласно одном из форумов в Интернете, незадолго до смерти отправилась на встречу с детективом Страйком. Более того — камеры видеонаблюдения запечатлели появление Корморана в том же здании вслед за погибшей. Страйк осознаёт, что есть несколько человек из его прошлого, которые хотели бы расквитаться с ним. |                          |                 |                |                 |                                |
| 7 | «Career Of Evil: Part 2» | Чарльз Старридж | Том Эдж        | 4 марта 2018    | 7.72                           |
| Страйк продолжает расследование в попытке понять, кто пытается его подставить. Кто-то преследует и пытается запугать Робин. Это становится причиной разногласий между девушкой и Страйком относительно её и безопасности решений, принятых девушкой в ходе расследования. Вместе с этим, Робин готовится к своей приближающейся свадьбе с Мэттью. |                          |                 |                |                 |                                |

## Смертельная белизна
| № | Название               | Режиссёр     | Автор сценария | Дата премьеры    | Зрители UK (млн) |
| --- | ---------------------- | ------------ | -------------- | ---------------- | ---------------- |
| 8 | «Lethal White: Part 1» | Сьюзен Талли | Том Эдж        | 30 августа 2020  | 7.29             |
| Появившись в последний момент на свадьбе Робин и Мэттью, Корморан случайно целует Робин и убеждает её вернуться к работе. Новое дело не заставляет себя ждать — в офисе детективов появляется неуравновешенный юноша по имени Билли Найт, который утверждает, что в детстве стал свидетелем убийства маленькой девочки. Кроме того, к ним обращается министр Джаспер Чизуэлл, которого шантажируют за ошибки прошлого. Вскоре следователи понимают, что два этих дела переплетаются самым неожиданным образом. Робин под прикрытием устраивается работать в министерство. Корморан пытается наладить личную жизнь, встречаясь с женщиной по имени Лорелей. Вскоре пара детективов находят место, где могут быть спрятаны останки погибшей девочки — недалеко от поместья Чизуэллов. |                        |              |                |                  |                  |
| 9 | «Lethal White: Part 2» | Сьюзен Талли | Том Эдж        | 31 августа 2020  | 6.30             |
| Корморан и Робин пытаются больше узнать о Джимми Найте — нечистом на руку старшем брате Билли. Детективы полагают, что он причастен к шантажу министра. Корморан находит Билли, которого спрятал под замком Джимми, однако напуганный юноша сбегает от брата и детектива. Робин и Корморан сопровождают министра и его семью на приёме, где Страйк встречает свою бывшую возлюбленную — светскую львицу Шарлотту. Билли звонит Страйку — детектив находит юношу на улицах Лондона при смерти — кто-то ранил юношу. Робин приходит на встречу в дом министра и находит его мёртвым. |                        |              |                |                  |                  |
| 10 | «Lethal White: Part 3» | Сьюзен Талли | Том Эдж        | 6 сентября 2020  | 6.51             |
| Робин и Корморан встречаются с семьёй министра, чтобы понять, кто мог ненавидеть его настолько, чтобы пойти на убийство — кто подстроил всё так, чтобы смерть Чизуэлла выглядела, как самоубийство. Чтобы подобраться к Джимми, Робин устраивается под прикрытием на работу в магазин вместе с Флик — девушкой Джимми. Корморан чувствует себя ужасно из-за того, что не может дать Лорелей то, что ей нужно. Робин уличает Мэттью в измене и уходит от мужа. |                        |              |                |                  |                  |
| 11 | «Lethal White: Part 4» | Сьюзен Талли | Том Эдж        | 13 сентября 2020 | 6.41             |
| Полиция арестовывает Джимми Найта за нападение на Робин и по подозрению в убийстве министра. Однако Корморан считает, что он не причастен к смерти Чизуэлла. Робин и Страйк узнают, почему Герайнт Уинн шантажировал Чизуэлла. Шарлотта пытается манипулировать Страйком, взывая к былым чувствам. У Робин происходит нервный срыв, и она рассказывает Корморану, что ушла от Мэттью. Вскоре детективы понимают, чью гибель видел Джимми Найт, и кто виновен в убийстве министра. Робин угрожает опасность. |                        |              |                |                  |                  |

## Дурная кровь
| № | Название                 | Режиссёр     | Автор сценария | Дата премьеры   | Зрители UK (млн) |
| --- | ------------------------ | ------------ | -------------- | --------------- | ---------------- |
| 12 | «Troubled Blood: Part 1» | Сьюзен Талли | Том Эдж        | 11 декабря 2022 | 8.07             |
| В Корнуолле Страйк встречает Анну Фиппс, которая хочет, чтобы Страйк помог расследовать исчезновение её матери — врача Марго Бамборо — в 1974 году. Страйк встречается с людьми, которые знали Марго, и получает видеоплёнку с корпоративной рождественской вечеринки с Марго и её коллегами по поликлинике. Основным подозреваемым в убийстве Марго был маньяк Деннис Крид. Крид уже давно сидит в тюрьме, но в убийстве Марго Бамборо он так и не признался. Страйк встречается с сыном детектива Талбота, которого отстранили от расследования исчезновения Марго из-за психического заболевания. В вещах Талбота Страйк находит тетрадь со странными рисунками и астрологическими символами и ещё одну видеоплёнку, на которой запечатлены пытки неизвестной женщины с пакетом на голове. Страйк узнаёт перстень, появившийся в кадре — точно такой же носил один из гостей на вечеринке. |                          |              |                |                 |                  |
| 13 | «Troubled Blood: Part 2» | Сьюзен Талли | Том Эдж        | 11 декабря 2022 | 6.34             |
| Страйк и Робин продолжают расследование, проводя встречи с бывшими коллегами и знакомыми пропавшей Марго. Робин полна решимости наказать гангстера, который виновен в мучениях и возможной гибели женщины, пытки которой детективы увидели на старой записи. Штырь уверяет Страйка, то клан Риччи — не те люди, с которыми стоит связываться. Страйк и его семья готовятся к неминуемому уходу из жизни тёти Джоан. Пока Страйк решает семейные проблемы, Робин берёт на себя полное руководство агентством — у неё возникают напряжённые отношения с новым сотрудником, детективом Соулом Моррисом. Робин в тайне от напарника проникает в дом престарелых, где теперь находится глава клана Риччи, чем подвергает свою жизнь опасности. Вернувшись в город, Страйк вместе с Робин встречаются с Глорией Конти — женщиной, которой много лет назад помогла Марго. Позже детективы знакомятся с бывшим мужем Марго, Роем и его новой женой.                                                                                                  |                          |              |                |                 |                  |
| 14 | «Troubled Blood: Part 3» | Сьюзен Талли | Том Эдж        | 18 декабря 2022 | 6.86             |
| Робин и Страйк встречаются с мужчиной, чья дочь пропала много лет назад — он уверен, что девочка стала жертвой Деннис Крида, и просит детективов доказать это. Детективы пытаются выйти на след всех бывших поклонников Марго. Робин обращается за помощью к Иззи Чизуэлл, чтобы организовать встречу с Деннисом Кридом. Отец Страйка звонит сыну и просит о встрече — мужчина признаётся, что он болен раком. Расстроенный звонком, Страйк напивается и срывает встречу с соседом Робин, актёром по имени Макс. Люси и Страйк отправляются проведать свою тётю, но в их план вмешивается непогода. Страйк успевает попрощаться с женщиной, которая его воспитала — мужчина тяжело переживает эту потерю. Анна готова отказаться от поисков правды от исчезновения матери, но Страйк решает довести дело до конца. Робин и Мэттью пытаются договориться об условиях развода. Страйк встречается с Кридом, от которого узнаёт, где он спрятал тело убитой им девочки. Однако детектив понимает, что маньяк не причастен к исчезновению Марго. |                          |              |                |                 |                  |
| 15 | «Troubled Blood: Part 4» | Сьюзен Талли | Том Эдж        | 19 декабря 2022 | 6.41             |
| Страйк и Робин наконец находят Стива Даутвэйта, бывшего пациента Марго. Конфликт между Робин и Соулом достигает апогея, когда в рождественские праздники мужчина присылает ей интимные фотографии — вскоре девушка увольняет его. Опросив всех ключевых свидетелей, Страйк понимает, что произошло с Марго, и кто в этом виноват — сам едва не став жертвой маньяка-убийцы. Мэттью и Робин подписывают бумаги о разводе. Страйк и его семья хоронят Джоан. Вернувшись домой, детектив устраивает сюрприз для своей напарницы, о дне рождения которой он опять забыл. |                          |              |                |                 |                  |

## Чернильно-чёрное сердце
| № | Название                      | Режиссёр     | Автор сценария | Дата премьеры   | Зрители UK (млн) |
| --- | ----------------------------- | ------------ | -------------- | --------------- | ---------------- |
| 16 | «The Ink Black Heart: Part 1» | Сьюзен Талли | Том Эдж        | 16 декабря 2024 | —                |
| Эди Лэдвелл, соавтор культового мультфильма «Чернильно-чёрное сердце», подвергается преследованиям со стороны интернет-пользователя под ником Аномия. Она обращается к Робин с просьбой раскрыть истинную личность Аномии. |                               |              |                |                 |                  |
| 17 | «The Ink Black Heart: Part 2» | Сьюзен Талли | Том Эдж        | 17 декабря 2024 | —                |
| Робин, Страйк и Барклай, рискуя, берутся за расследование, поскольку полагают, что Эди Лэдвелл, скорее всего, убил Аномия. А Страйка посещает неожиданный и нежеланный гость.                                              |                               |              |                |                 |                  |
| 18 | «The Ink Black Heart: Part 3» | Сьюзен Талли | Том Эдж        | 23 декабря 2024 | —                |
| Робин со Страйком совершают серьёзный прорыв, исключив нескольких подозреваемых. Прикрытие Робин разоблачено, а Страйк остается ночевать в её новой квартире. Тем временем, Аномия настигает двух новых жертв.             |                               |              |                |                 |                  |
| 19 | «The Ink Black Heart: Part 4» | Сьюзен Талли | Том Эдж        | 24 декабря 2024 | —                |